# Nádia Gomes Colhado
Pour les articles homonymes, voir Gomes.
Ne doit pas être confondu avec Nácia Gomes.
Nádia Gomes Colhado, née le 25 février 1989 à Marialva, dans l'État du Paraná au Brésil, est une joueuse brésilienne de basket-ball. Elle évolue au poste de pivot. 

## Biographie
Après sa première saison WNBA, elle revient passer l'intersaison dans son club brésilien de Recife.
Début juillet, le Dream se sépare d'elle alors qu'elle entamait sa seconde saison en WNBA.
En juillet 2019, elle signe en France avec les Flammes Carolo après avoir effectué la saison précédente chez le champion d’Espagne Gérone, même si elle n'a pas pu y terminer la saison devant se faire opérer de l'épaule après un coup reçu en match.

## Clubs
- 2011-2012 :  Santo André
- 2013 :  Sao Jose
- 2013-? :  Recife
- 2018-2019 :  Uni Gérone CB
- 2019-2020 :  Flammes Carolo basket

WNBA
- 2014-2015 :  Dream d'Atlanta

## Palmarès
- Vainqueur du Championnat des Amériques 2011
- Vainqueur du championnat d'Amérique du Sud 2010
- Championne d'Espagne 2019